# Union pour la démocratie et le développement
Pour les articles homonymes, voir UDD.
L'Union pour la démocratie et le développement (UDD) est un parti politique malien présidé par Me Hassane Barry.

## Historique
L’UDD se positionne dans l’opposition au président Alpha Oumar Konaré.
Lors des élections municipales de 2004, l’UDD a obtenu 340 conseillers municipaux et 29 maires.
En 2007, à l’issue de son 4e congrès tenu à Bamako, l’UDD a décidé de soutenir la candidature du président sortant Amadou Toumani Touré à l’élection présidentielle.
Lors du 5e congrès ordinaire qui s’est tenu les 13 et 14 mars 2010 au Centre international des conférences de Bamako, Tiéman Coulibaly a été élu président de l’UDD
L'UDD, après les élections générales de 2013, se positionne au côté du Président IBK.

## Résultats électoraux
| Année | Élection                           | Scores et observations                         |
| 1992  | Élections municipales              | 63 conseillers (sur 749)                       |
| 1992  | Élections législatives             | 4 députés                                      |
| 1992  | Élection présidentielle            |                                                |
| 1997  | Élection présidentielle            |                                                |
| 1997  | Élections législatives             |                                                |
| 1998  | Élections communales               |                                                |
| 1999  | Élections communales               |                                                |
| 2002  | Élection présidentielle            |                                                |
| 2002  | Élections législatives             |                                                |
| 2004  | Élections communales               | 340 conseillers, 29 maires (sur 703)           |
| 2007  | Élection des conseillers nationaux | 1 conseiller (sur 75)                          |
| 2007  | Élection présidentielle            | Soutient la candidature d’Amadou Toumani Touré |
| 2007  | Élections législatives             | 3 députés (sur 147)                            |
| 2009  | Élections communales               | 181 conseillers                                |